# Fasciosminthurus virgulatus
Fasciosminthurus virgulatus is een springstaartensoort uit de familie van de Bourletiellidae. De wetenschappelijke naam van de soort is voor het eerst geldig gepubliceerd in 1899 door Skorikow.